# 19 марта
19 марта — 78-й день года (79-й в високосные годы) по григорианскому календарю.
До конца года остаётся 287 дней.
До 15 октября 1582 года — 19 марта по юлианскому календарю, с 15 октября 1582 года — 19 марта по григорианскому календарю.
В XX и XXI веках соответствует 6 марта по юлианскому календарю.

## Праздники и памятные дни
См. также: Категория:Праздники 19 марта

### Национальные
- Россия — День моряка-подводника.
- Финляндия — День равноправия (День Минны Кант).
- Италия,  Мальта,  Лихтенштейн — День святого Иосифа.

### Религиозные

#### Католицизм
- Святого Иосифа Обручника (обязательный для посещения Мессы день);
- память мучеников Квинтия, Квинтиллы, Квартиллы, Марка и прочих с ними;
- память святого Ауксилия Ирландского (ок. 459);
- память святого Алькмунда из Дерби (ок. 800).

#### Православие[2]
- Память 42 мучеников во Амморее: Константина, Аетия, Феофила, Феодора, Мелиссена, Каллиста, Васоя и прочих с ними (ок. 845)[3];
- память преподобного Иова, в схиме Иисуса, Анзерского (1720);
- святой равноапостольной царицы Елены, обретение ею во Иерусалиме Честно́го креста и гвоздей (326);
- память преподобномучеников Ко́нона Иконийского и сына его Ко́нона (270—275)[4];
- память преподобного Аркадия Кипрского (ок. 361)[5];
- память преподобного Фридолина Зекингенского (540)[6];
- икона Божией Матери: Ченстоховской, Шестоковской (XVIII) и «Благодатное Небо» (XIV).

### Именины
- Православные: Аетий, Анфим, Аркадий, Васой, Еввул, Евфросин, Елена, Иисус, Иов, Каллист, Конон, Константин, Максим, Мелиссен, Феофил, Фёдор, Юлиан.

## События
См. также: Категория:События 19 марта

### До XIX века
- 1279 — в битве на Жемчужной реке монголы сокрушили империю Сун.
- 1441 — В Москву вернулся митрополит Исидор (грек по происхождению), подписавший летом 1439 года во Флоренции унию об объединении православной и католической церквей под властью папы римского. По приказу великого московского князя Василия II митрополит был арестован, осуждён церковным судом и посажен в тюрьму. Уния была отвергнута. Через три года Исидору удалось бежать, в Риме он стал кардиналом и получил почётный титул Константинопольского патриарха, да только правили там уже  турки.
- 1474 — В Венеции принимается закон об охране изобретений — первый в мире закон об охране авторского права.
- 1514 — Тристан да Кунья привёз папе римскому в подарок от португальского короля индийского слона.
- 1682 — Церковный собор во Франции постановляет, что папа римский не имеет права низлагать королей.
- 1697 — началось «Великое посольство» Петра I — первый в истории визит русского царя в Европу.

### XIX век
- 1823 — упразднение Первой Мексиканской империи.
- 1831 — Первое ограбление банка в США. Английский иммигрант Эдвард Смит похитил из City Bank of New York (никакой связи со скандально известным ныне Bank of New York) 245 000 долларов — гигантскую по тем временам сумму. Вскоре преступника удалось схватить (он получил пять лет заключения в тюрьме Синг-Синг) и вернуть бо́льшую часть похищенного.
- 1859 — в Париже прошла премьера оперы Шарля Гуно «Фауст».
- 1898 — Государственный Русский музей принял первых посетителей. Первоначальная экспозиция насчитывала около 6 тысяч произведений. Ныне музей обладает крупнейшей в мире коллекцией русского изобразительного искусства, насчитывающей около 400 тысяч произведений.
- 1899 — Открывается первая в России и Петербурге станция «скорой помощи».

### XX век
- 1906 — указом императора Николая II созданы подводные силы Российского флота.
- 1913 — в «Метрополитен-опера» в Нью-Йорке впервые целиком исполнена опера русского композитора Модеста Мусоргского «Борис Годунов».
- 1917 — в Киеве проходит 100-тысячная демонстрация под лозунгами: «Автономию Украине», «Свободная Украина в свободной России», «Да здравствует свободная Украина с гетманом во главе». Во время первого украинского праздника Свободы демонстрантами разоружается полиция.
- 1918 — Донецко-Криворожская советская республика, существовавшая с конца января, вошла в состав Украинской советской республики.
- 1922 — в Москве на улице Шаболовка завершено строительство самой высокой в стране 160-метровой Шуховской башни.
- 1927 — в штате Вашингтон мясник обнаруживает в желудке цыплёнка шесть самородков золота.
- 1934 — совхозник Митрофан Никитин открывает огонь из револьвера по гробу Ленина в Мавзолее.
- 1945 — Вторая мировая война: в Асконе (Швейцария) произошла вторая тайная встреча Аллена Даллеса и представителей англо-американского военного командования с Карлом Вольфом в рамках операции «Санрайз».
- 1946 — Мартиника, Гваделупа, Реюньон объявляются департаментами Франции.
- 1950 — принимается Стокгольмское воззвание о запрещении атомного оружия, в котором впервые употребляется фраза «люди доброй воли».
- 1953
  - впервые по телевидению была показана церемония вручения «Оскаров».
  - правительство Канады объявляет о том, что во всех крупных городах страны устанавливаются сирены на случай войны между США и СССР.
- 1955 — в Масаде (Израиль) археологами обнаруживаются останки дворца Ирода.
- 1958 — в Страсбурге открывается первое заседание Европарламента.
- 1962 — окончилась Война за независимость Алжира
- 1964 — руководство фирмы IBM приняло решение о разработке и запуске в производство семейства ЭВМ System/360.
- 1970 
  - Советские диссиденты Андрей Сахаров, Валентин Турчин и Рой Медведев написали открытое письмо на имя Брежнева, Косыгина и Подгорного с призывом провести демократизацию режима.
  - Первая встреча на высшем уровне между ГДР и ФРГ.
- 1974 — идя в ногу со временем, рок-группа Jefferson Airplane сменила своё название на Jefferson Starship.
- 1989 — первый прототип единственного в мире серийного летательного аппарата с поворотными роторами — многоцелевого V-22 «Оспрей» впервые поднялся в воздух и впервые перешёл от вертикального полёта к горизонтальному.
- 1990 — первая Всесоюзная выставка произведений крымскотатарских художников в Доме художников (Симферополь, Крым).
- 1994 — теракт в Бакинском метро.
- 1999
  - Проводится первая трансляция передач iTV с Шаболовки с использованием технологии IP/TV. Пробные трансляции до этого велись лишь во время нескольких Internet пресс-конференций.
  - Совершён террористический акт на Центральном рынке Владикавказа (Северная Осетия).

### XXI век
- 2003 — президент США Джордж Буш объявил ультиматум Саддаму Хусейну, фактически возвестив о начале войны против Ирака[7]. Поддержали заявление лидеры Великобритании, Японии, Турции и Австралии, против выступили во Франции, Китае, Канаде, России и Германии[8].
- 2006 — в тоннель Московского метрополитена между станциями «Войковская» и «Сокол» провалилась бетонная свая и повредила один из вагонов проезжавшего поезда[9].
- 2007 — Взрыв метана на угольной шахте «Ульяновская» в Кемеровской области. Спасено 93 человека, 110 человек погибло.
- 2008 — Запуск в МГУ им. Ломоносова самого мощного в России суперкомпьютера «СКИФ МГУ»[10].
- 2011 — Начало интервенции стран НАТО в Ливии.
- 2012 — Стрельба в еврейской школе в Тулузе, 4 человек погибли.
- 2016
  - Катастрофа Boeing 737 в Ростове-на-Дону.
  - Теракт в Стамбуле.
- 2022 — папа римский Франциск провозгласил апостольскую конституцию Praedicate Evangelium.

## Родились
См. также: Категория:Родившиеся 19 марта

### До XIX века
- 1503 — Бенедетто Варки (ум. 1565), итальянский гуманист и писатель.
- 1593 — Жорж де Латур (ум. 1652), лотарингский живописец, крупнейший караваджист XVII века, мастер светотени.
- 1601 — Алонсо Кано (ум. 1667), испанский художник и скульптор.
- 1604 — Жуан IV Восстановитель (ум. 1656), португальский король (с 1640), основатель династии Браганса.
- 1629 — Алексей Михайлович (ум. 1676), второй русский царь из династии Романовых (1645—1676).
- 1666 — Иоганн Леонгард Фриш (ум. 1743), немецкий медик, орнитолог, энтомолог, естествоиспытатель, филолог, переводчик и педагог; доктор медицины, член Берлинской академии наук.
- 1738 — Тупак Амару II (наст. имя Хосе Габриэль Кондорканки Ногера; казнён в 1781), латиноамериканский революционер, организатор восстания коренных народов против испанских колониальных властей в Перу.
- 1796 — Карл Голльмик (ум. 1866), немецкий композитор, лексикограф и музыкальный критик.
- 1800 — Василий Бажанов (ум. 1883), богослов, почётный академик Петербургской АН, доктор богословия, протопресвитер, один из переводчиков Библии на русский язык.

### XIX век
- 1801 — Сальваторе Каммарано (ум. 1852), итальянский поэт, драматург и либреттист.
- 1806 — Юзеф Коженевский (ум. 1870), польский врач, преподаватель Виленского университета (1827—1832).
- 1813 — Давид Ливингстон (ум. 1873), английский исследователь Африки.
- 1819 — Алексей Головачёв (ум. 1903), русский писатель и общественный деятель.
- 1821 — Ричард Фрэнсис Бёртон (ум. 1890), английский исследователь Африки, первооткрыватель озера Танганьика.
- 1844 — Минна Кант, финская писательница, журналист и общественный деятель, занималась вопросами борьбы за равноправие женщин.
- 1848 — Уайетт Эрп (ум. 1929), американский страж закона и картёжник времён освоения американского Запада, получивший широкую известность благодаря книгам и кинофильмам в жанре вестерн.
- 1849 — Альфред фон Тирпиц (ум. 1930), германский военно-морской деятель, гросс-адмирал.
- 1851 — Роке Саэнс Пенья (ум.1914), аргентинский государственный политический деятель, президент Аргентины.
- 1861 — Фёдор Кольбе (ум. ?), русский архитектор, мастер модерна.
- 1865 — Уильям Уилер (ум. 1937), американский энтомолог, исследователь муравьёв и других социальных насекомых.
- 1868 — Сенда Беренсон (ум. 1954), американская спортсменка и спортивный педагог, «мать женского баскетбола».
- 1871 — Мария фон Вечера (покончила с собой в 1889), австрийская баронесса, любовница кронпринца Рудольфа, совершившая вместе с ним самоубийство в Майерлинге.
- 1873 — Макс Регер (ум. 1915), немецкий композитор, пианист и органист.
- 1878 — Владимир Егоров (ум. 1960), художник театра и кино, народный художник РСФСР (1944).
- 1879 — Арам Манукян (ум. 1919), армянский революционер, глава Эриванской администрации, член правительства Республики Армения.
- 1882 — Сергей Судейкин (ум. 1946), русский художник, представитель символизма, оформитель в «Метрополитен-опера».
- 1883
  - товарищ Артём (наст. имя Фёдор Сергеев; погиб в 1921), русский революционер, советский политический деятель.
  - Уолтер Хоуорс (ум. 1950), английский химик-органик, биохимик, лауреат Нобелевской премии (1937).
- 1895 — Максим Рыльский (ум. 1964), украинский поэт, классик украинской поэзии XX века.
- 1897
  - Эме-Жозеф Дарнан (ум. 1945), французский государственный деятель, коллаборационист, член правительства Виши.
  - Бетти Компсон (ум. 1974), американская актриса.
- 1900 — Фредерик Жолио-Кюри (ум. 1958), французский физик, лауреат Нобелевской премии по химии (1935, совм. с женой Ирен Кюри), борец за мир.

### XX век
- 1903 — Яков Гудкин (ум. 1979), советский актёр театра и кино.
- 1905 — Альберт Шпеер (ум. 1981), немецкий архитектор, рейхсминистр вооружений и военной промышленности (1942—1945).
- 1906 — Адольф Эйхман (казнён в 1962), один из главных нацистских преступников.
- 1908 — Исидор Шток (ум. 1980), советский драматург и актёр.
- 1909 — Котэ Даушвили (ум. 1980), ведущий актёр Тбилисского театра им. Марджанишвили, один из зачинателей национального грузинского кино («Мимино»).
- 1918 — Хосе Хусте (ум. 2010), испанский военный, генерал бронетанковых войск. Участник гражданской войны на стороне Франсиско Франко.
- 1919 — Питер Генри Абрахамс (ум. 2017), южноафриканский писатель, противник режима апартеида.
- 1924 — Лев Кулиджанов (ум. 2002), кинорежиссёр, сценарист, педагог, народный артист СССР, Герой Социалистического Труда.
- 1926 — Валерио Дзурлини (ум. 1982), итальянский кинорежиссёр.
- 1928 — Ханс Кюнг (ум. 2021), швейцарский теолог, католический священник и писатель.
- 1930
  - Лина Костенко, советская и украинская писательница, поэтесса.
  - Борис Штоколов (ум. 2005), оперный певец (бас), народный артист СССР.
- 1933 — Филип Рот (ум. 2018), американский писатель.
- 1936 — Урсула Андресс, швейцарская киноактриса, первая девушка Джеймса Бонда, секс-символ 1960-х гг.
- 1937 — Эгон Кренц, восточногерманский политик, в 1989 г. генеральный секретарь ЦК СЕПГ и председатель Госсовета ГДР.
- 1943
  - Марио Молина (ум. 2020), мексиканский химик, лауреат Нобелевской премии (1995).
  - Фриц Шмидт (р. 1943), немецкий (ФРГ) хоккеист (хоккей на траве), полузащитник. Олимпийский чемпион 1972 года, чемпион Европы 1970 года.
- 1944 — Серхан Серхан, палестинец, застреливший в 1968 г. кандидата на пост президента США Роберта Кеннеди.
- 1946 — Николай Травкин, российский политик, в прошлом депутат Госдумы РФ нескольких созывов.
- 1947 — Гленн Клоуз, американская актриса театра, кино и телевидения, лауреат двух «Золотых глобусов» и др. наград.
- 1948 — Лейф Енссен, норвежский тяжелоатлет, олимпийский чемпион (1972), единственный призёр Олимпийских игр в тяжёлой атлетике в истории Норвегии.
- 1949 — Валерий Леонтьев, эстрадный певец, народный артист России.
- 1950 — Надежда Бабкина, певица, народная артистка России, художественный руководитель ансамбля «Русская песня».
- 1955
  - Сергий (Романов), российский религиозный деятель.
  - Брюс Уиллис, американский киноактёр, продюсер, музыкант, обладатель «Золотого глобуса» и двух «Эмми».
- 1956 — Егор Гайдар (ум. 2009), российский экономист и политик, премьер-министр России в 1991—1992 гг.
- 1963 — Нина Ананиашвили, советская, грузинская балерина, народная артистка России.
- 1975 — Брэнн Дэйлор, американский музыкант, барабанщик и один из трёх вокалистов Mastodon.
- 1976 — Алессандро Неста, итальянский футболист, чемпион мира 2006 года.
- 1978 — Ленка Крипач, австралийская певица.
- 1979 — Иван Любичич, хорватский теннисист, экс-третья ракетка мира.
- 1980 — Юхан Ульссон, шведский лыжник, двукратный олимпийский чемпион.
- 1987 — Милош Теодосич, сербский баскетболист, призёр Олимпийских игр и чемпионата мира.
- 1988 — Максим Михайлов, российский волейболист, олимпийский чемпион (2012), двукратный чемпион Европы.
- 1989 — Винсент Хэнкок, американский стрелок, трёхкратный олимпийский чемпион в ските.
- 1990 — Андерс Нильссон, шведский хоккеист, вратарь.
- 1991 — Александр Кокорин, российский футболист.
- 1993 — Хаким Зиеш, марокканский футболист.
- 1997 — Рута Мейлутите, литовская пловчиха, олимпийская чемпионка (2012), многократная чемпионка мира.

## Скончались
См. также: Категория:Умершие 19 марта

### До XIX века
- 1286 — погиб Александр III (р. 1241), король Шотландии (1249—1286); упал с лошади во время ночного путешествия к своей королеве.
- 1406 — Абдурахман Абу Зейн ибн Мухаммед Ибн Халдун (р. 1332), арабский историк и философ.
- 1687 — Рене-Робер Кавелье де Ла Саль (р. 1643), французский исследователь Северной Америки и реки Миссисипи, объявивший Луизиану владением Франции.
- 1721 — Климент XI (в миру Джанфранческо Альбани; р. 1649), 243-й папа римский (1700—1721).
- 1746 — Анна Леопольдовна (р. 1718), правительница Российской империи (1740—1741) при малолетнем императоре Иване VI.
- 1749 — Алессандро Маньяско (р. 1667), итальянский живописец, представитель барокко, мастер генуэзской школы.
- 1796 — Стивен Сторас (р. 1762), английский композитор.

### XIX век
- 1822 — Валентин Гаюи (р. 1745), французский педагог и благотворитель.
- 1879 — погиб Владимир Барановский (р. 1846), русский изобретатель, конструктор первых систем скорострельной артиллерии.
- 1884 — Элиас Лённрот (р. 1802), финский фольклорист, записавший и опубликовавший национальный эпос «Калевала».
- 1887 — Юзеф Игнацы Крашевский (р. 1812), польский писатель, публицист, историк.

### XX век
- 1906 — расстрелян Пётр Шмидт (р. 1867), российский революционер, лейтенант, один из организаторов Севастопольского восстания 1905 г.
- 1907
  - Томас Бейли Олдрич (р. 1836), американский писатель и поэт.
  - Фердинанд Юлиус Фагерлин (р. 1825), шведский художник.
- 1916 — Василий Суриков (р. 1848), русский художник, мастер масштабных исторических полотен.
- 1930 — Артур Бальфур (р. 1848), британский государственный деятель, 50-й премьер-министр Великобритании (1902—1905).
- 1941 — Николай Курнаков (р. 1860), русский советский физикохимик, академик, создатель физико-химического анализа.
- 1950
  - Эдгар Берроуз (р. 1875), американский писатель, автор романов о Тарзане.
  - Уолтер Хоуорс (р. 1883), английский химик-органик и биохимик, лауреат Нобелевской премии (1937).
- 1953 — Аркадий Швецов (р. 1892), советский конструктор авиационных двигателей, Герой Социалистического Труда.
- 1955
  - Леонид Говоров (р. 1897), маршал Советского Союза, Герой Советского Союза.
  - Михай Каройи (р. 1875), венгерский политик, первый президент Венгрии (1918—1919).
- 1962 — Василий Сталин (р. 1921), генерал-лейтенант авиации, сын руководителя СССР И. В. Сталина и Н. С. Аллилуевой.
- 1976 — Пол Фрэнсис Коссофф (р. 1950), британский гитарист, автор песен, участник рок-группы «Free».
- 1982
  - Виктор Кулаков (р. 1910), киноактёр, заслуженный артист РСФСР.
  - Погиб Рэнди Роадс (р. 1956), американский гитарист-виртуоз, автор песен, участник групп Quiet Riot и Ozzy Osbourne.
- 1983 — Алексей Бушмин (р. 1910), советский литературовед, академик.
- 1987 — Луи де Бройль (р. 1892), французский физик, лауреат Нобелевской премии (1929).
- 1996 — Спартак Ахметов (р. 1938), советский учёный-геолог, поэт и писатель-фантаст.
- 1997 — Эжен Гийевик (р. 1907), французский поэт и экономист.

### XXI век
- 2008
  - Сэр Артур Кларк (р. 1917), английский писатель-фантаст, учёный, футуролог и изобретатель.
  - Хюго Клаус (р. 1929), бельгийский писатель, поэт, драматург, художник, режиссёр театра и кино.
  - Пол Скофилд (р. 1922), английский актёр театра и кино.
- 2011 — Виктор Илюхин (р. 1949), российский политик, депутат Государственной думы.
- 2019 — Марлен Хуциев (р. 1925), режиссёр театра и кино, сценарист, актёр, народный артист СССР.
- 2024 — Василий Уткин (р. 1972), российский спортивный журналист и комментатор, теле- и радиоведущий, блогер, шоумен и актёр.

## Народный календарь, приметы
Аркадий. Константиновы круги.
- На Аркадия возвращаются из теплых краёв аисты.
- В старину на Руси крестьяне обходили колодцы кругами, чтобы они горькими подземными стоками не полнились, чтобы собиралась в них водица добрая, чистая, сладкая, от всяких хворей свободная.
- Ласточек-касаток заклинали, мол, велико уже солнце, что пора собираться из верей к родным гнёздам[11].
- Если 19 марта мороз, то будет ещё сорок утренних заморозков.
- Если дятел стучит в марте — то весна будет поздней.